# De Club van Sinterklaas & De Pietenschool
De Club van Sinterklaas & de Pietenschool is een Nederlandse jeugdfilm uit 2013 gebaseerd op de televisieserie De Club van Sinterklaas.

## Rolverdeling
| Acteur             | Personage         |
| ------------------ | ----------------- |
| Wilbert Gieske     | Sinterklaas       |
| Beryl van Praag    | Testpiet          |
| Tim de Zwart       | Hoge Hoogte Piet  |
| Piet van der Pas   | Profpiet          |
| Job Bovelander     | Coole Piet        |
| Wim Schluter       | Muziekpiet        |
| Anouk de Pater     | Danspiet          |
| Frans de Wit       | Keukenpiet        |
| Sem van Dijk       | Lucas             |
| Peter Van De Velde | Simon de Graaijer |
| Louis Talpe        | Vader             |
| Nicolette van Dam  | Moeder            |
| Julika Marijn      | Moeder winkel     |
| Cato Hillmann      | Kind winkel       |
| Bart Bosch         | Presentator       |

## Titelsong
Een Echte Piet is een single uit 2013 van Coole Piet, een personage uit De Club van Sinterklaas, vertolkt door Job Bovelander.
In het liedje dat tevens de titelsong is van de tweede bioscoopfilm in de reeks getiteld De Club van Sinterklaas & De Pietenschool wordt de verhaallijn van de film verteld. Het eerste couplet vertelt dat er een aparte school is om Piet te worden. Het refrein kent een algemene sinterklaastekst (Een Echte Piet), terwijl het tweede en derde couplet vertellen wat je zoal leert op de Pietenschool.